# イランの最高指導者
イランの最高指導者（イランのさいこうしどうしゃ、ペルシア語: ولی فقیه または رهبر [rahbar]）は、イラン・イスラム共和国の元首。
原語に近い発音をカタカナ表記をしてラフバルともいう。ルーホッラー・ホメイニーの思想に基づいたイスラム共和制の理念に基づき、イスラム法学者（ウラマー）から選出される。

## 概要
1979年のイラン革命で帝政が倒れたのち、ルーホッラー・ホメイニーが提唱したヴェラーヤテ・ファギーフ（「（イスラム）法学者による統治論」）の思想を支持する勢力、共産主義勢力、欧米型の議会制民主主義を支持する勢力などが権力闘争を展開したが、最終的にホメイニーとその弟子たちの勢力が勝利し、革命後に制定された憲法にはヴェラーヤテ・ファギーフとイスラム共和制の考えが盛り込まれ、イラン・イスラム共和国が成立した。それにともない、最高指導者が国家元首に相当する官職として新設された。イランには大統領職も置かれているが、通常国家元首は大統領一人であるのに対して、イランの場合は最高指導者と共に元首の機能を果たすと考えられている。なお、1989年の憲法改正までは大統領を補佐する首相職も存在した。
最高指導者は、ホメイニーの唱えたヴェラーヤテ・ファギーフを具現化したものである。すなわち、イスラム共和制のイランはシーア派教徒の共同体であり、そこではマフディー（救世主）が出現するまでの間、シャリーアの最高解釈者が「神（アッラーフ）の意思に従う」という形式で国家を指導する責務を負う。その統治権は、アッラーフからムハンマドへ与えられ、ムハンマドから12イマームへ、12イマームから法学者へと受け継がれてきたものとされる。

## 職責
行政府、司法府、立法府の三権のほか、イラン・イスラム共和国軍（国軍）、イスラム革命防衛隊の両軍における最高司令官であり、国政全般にわたる最終決定権を持つ。憲法に明記されたその権限は極めて強大で広範にわたる。
- 監督者評議会のイスラーム法学者6名の選出権。
- 最高司法権長の任命権。
- 国軍の最高司令官としての権限。
- 革命防衛隊の最高司令官としての権限。
- 大統領の解任権。
- 国営テレビ・ラジオ局総裁の任免権。
- イスラム革命防衛隊総司令官の任免権。
- 宣戦布告の権限。

## 選出
最高指導者は、国民の直接選挙で選出された86名のイスラム法学者（ウラマー）により構成される諮問機関である専門家会議（シューラーイェ・ハブレガーン）により選出され、任期は終身である。
当初は、前任者の生存中に後継者を決定する形態が想定されており、次期最高指導者として、ホメイニーの弟子でありマルジャエ・タグリードである、ホセイン・アリー・モンタゼリーが内定していたが、彼の自由主義的志向が問題視されたことと、イラン・コントラ事件に関わるスキャンダルによって失脚し、その後まもなくホメイニーが死去したことにより、それは不可能となった。モンタゼリー失脚後、ホメイニーは弟子の一人であるハーメネイーが後継者となることを希望していたが、当時の憲法は最高指導者就任にマルジャエ・タグリードの地位を要求しており、彼はその要件を満たしていなかった。改憲が間に合わないままホメイニーは死去し、専門家会議では集団指導体制も検討されたが、彼の遺志により、ハーメネイーが単独の最高指導者に就任することとなり、その就任は専門家会議の選出によって正当化された。ハーメネイー就任後に行われた憲法改正により、専門家会議が単独の最高指導者を選出することが明文化された。

## 最高指導者の一覧
| 代  | 最高指導者                                                                       | 最高指導者 | 在任期間                     | 在任期間    | 備考 |
| --- | -------------------------------------------------------------------------------- | ---------- | ---------------------------- | ----------- | ---- |
| 001 | ルーホッラー・ホメイニー Sayyid Ruhollah Khomeini （1902‐1989） سیدروح‌الله خمینی |            | 1979年12月3日 - 1989年6月3日 | 9年 + 182日 |      |
| 002 | アリー・ハーメネイー Sayyid Ali Khamenei （1939‐） سیدعلی خامنه‌ای                |            | 1989年6月3日 - （現職）      | 36年 + 34日 |      |